# Ajahn Chah

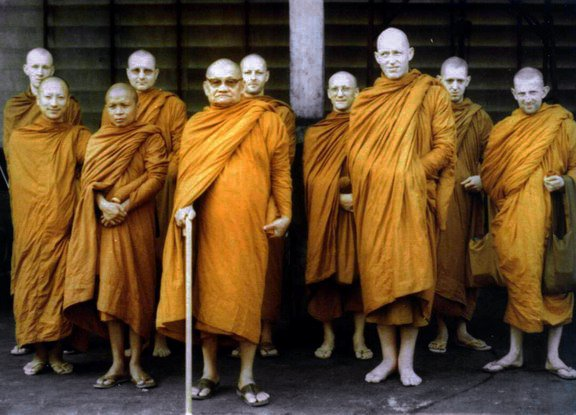
Ajahn Chah und Ajahn Sumedho

Ajahn Chah (Thai: พระอาจารย์ชา, RTGS: Phra Achan Cha, Aussprache: [pʰráʔ aːt͡ɕaːn t͡ɕʰaː]; auch Cha Suphattho oder Chah Subhaddo (ชา สุภทฺโท); offiziell: Phra Phothiyan Thera oder Bodhiñāṇa Thera (พระโพธิญาณเถร); * 17. Juni 1918 bei Ubon Ratchathani, Thailand; † 16. Januar 1992 in Amphoe Warin Chamrap, Provinz Ubon Ratchathani) war ein theravāda-buddhistischer Mönch der thailändischen Kammatthana-Waldmönchstradition. Ab den 1970er-Jahren wuchs sein Ruf, ein ausgezeichneter Lehrer auch für westliche Theravada-Mönche zu sein, stetig an. Dies führte zu einer Reihe Gründungen von Klöstern in Europa, den USA, Australien und Neuseeland, die sich auf ihn berufen.

## Leben
Im Alter von neun Jahren kam er in ein Kloster, wo er drei Jahre als Novize verbrachte, bevor er an den Bauernhof seiner Eltern zurückkehrte, um dort bei den anfallenden Arbeiten zu helfen. Im Alter von zwanzig Jahren entschied er sich dazu, das monastische Leben wieder aufzunehmen, und am 26. April 1939 empfing er Upasampada (die Bhikkhu-Ordination). Das frühe mönchische Leben Ajahn Chahs folgte einem traditionellen Muster des Studierens des buddhistischen Unterrichts und der Schriften-Sprache Pali. In seinem fünften Mönchs-Jahr wurde sein Vater ernsthaft krank und starb bald darauf – ein Ereignis, das ihm Vergänglichkeit und Wert des menschlichen Lebens drastisch vor Augen führte. Dies veranlasste ihn, den wirklichen Sinn des Lebens tiefer gehend zu kontemplieren. Obgleich er studiert und Kenntnisse in Pali erworben hatte, schien er dem wirklichen Verständnis vom Ende des Leidens nicht nähergekommen zu sein. Ein tief liegendes Gefühl der „Entzauberung“ allgemeiner Zielsetzungen im Leben führte dazu, dass er seine traditionellen Studien abbrach und 1946 schließlich eine Pilgerreise als wandernder Bettelmönch antrat, um die buddhistische Lehre in die Praxis umzusetzen.
Zu Fuß wanderte er ca. 400 Kilometer nach Zentralthailand, schlief auf seinem Weg in Höhlen und Wäldern und aß die Almosenspeise, die er in den nahe liegenden Dörfern beim morgendlichen Pindabat (Almosengang) von den buddhistischen Bewohnern erhielt. In einem Kloster, das den Vinaya (buddhistische Ordensregel) besonders sorgfältig übte, wurde ihm von Ajahn Mun Bhuridatta berichtet, einem äußerst respektierten Meditationsmeister seiner Zeit. Um ihn aufzusuchen, kehrte Ajahn Chah in den Nordosten zurück.
Zu diesem Zeitpunkt rang er mit einem hartnäckigen spirituellen Problem: Er hatte die Schriften in all ihren Aspekten wie Tugend, Sammlung und Weisheit studiert (Sila, Samadhi und Panna). Dennoch fragte er sich, wie all diese Facetten wirklich in die Praxis umzusetzen seien. Ajahn Mun erklärte ihm, dass die Lehren des Buddha – obgleich sie in der Tat umfangreich sind – sich dennoch in ihrem Herzen sehr einfach darstellen: „Wenn er mit fest verankerter Achtsamkeit erkennen lerne, dass alles im Herz-Geist entstehe – genau da habe er den wahren Pfad der Praxis vor sich.“ Diese einleuchtende und direkte Schulung sollte ein Kernerlebnis für Ajahn Chah werden, auf das er in seinen eigenen Lehren immer wieder Bezug nehmen würde. Für ihn war nun klar, was er zu tun hatte.
Für die nächsten sieben Jahre übte Ajahn Chah den einfachen und strengen Lebensstil der Waldmönche, von hier nach dort wandernd, auf der Suche nach ruhigen und abgelegenen Orten, um sich in die Meditationspraxis zu vertiefen. Er lebte in Dschungelgebieten zusammen mit Tigern und Cobras – eine ideale Umgebung, um über den Tod und den grundlegenden Sinn des Lebens zu kontemplieren. Bei einer dieser Gelegenheiten meditierte er nachts an einem jener Verbrennungs-Orte, wo traditionellerweise die Thais ihre verstorbenen Angehörigen einäschern. Immer wieder stellte er Betrachtungen über den Tod an, um zur wahren Bedeutung des Lebens vorzudringen.

### Gründung des Klosters Wat Pa Phong
Im Jahre 1954 wurde er zurück in sein Heimatdorf eingeladen. In einem von Malaria befallenen Wald namens „Pa Phong“ schlug er sein Lager auf. Trotz der Härten dieser schutzlosen Umgebung und der spärlichen Nahrung, sammelten sich allmählich immer mehr Schüler um ihn, die von seinem wachsenden, guten Ruf angezogen wurden. Das Waldkloster, das so um ihn herum entstand, wurde „Wat Pa Phong“ genannt. Auf dieselbe Weise sollten bald weitere Zweigklöster in ganz Thailand gegründet werden.
1967 kam ein amerikanischer Mönch nach Wat Pa Phong. Robert Jackman (mit Ordensnamen Sumedho) hatte gerade sein erstes Regenzeit-Retreat (das „Vassa“ – eine dreimonatige Zeit des Rückzuges während der Regenzeit) in einem Kloster an der laotischen Grenze verbracht. Obgleich seine Bemühungen durchaus fruchtvoll gewesen waren, erkannte Sumedho, dass er einen Lehrer benötigte, der ihn in allen Aspekten des monastischen Lebens ausbilden konnte. Zufällig hatte einer von Ajahn Chahs Schülern das Kloster, in dem Sumedho zu diesem Zeitpunkt lebte, besucht – dieser konnte sogar ein wenig Englisch sprechen. Nachdem Sumedho also von Ajahn Chah gehört hatte, reiste er voller Interesse mit dem thailändischen Mönch nach Wat Pa Phong. Ajahn Chah nahm diesen neuen Schüler bei sich auf, aber beharrte darauf, dass dieser Westler keinerlei Sondervergütungen empfangen würde. Er aß die gleiche, einfache Almosenspeise wie die anderen thailändischen Mönche. Das Training dort war streng und äußerst fordernd. Ajahn Chah brachte seine Mönche häufig an deren Grenzen, um ihre Ausdauer zu überprüfen, damit diese Geduld und Gleichmut entwickeln würden. Manchmal veranlasste er lange und scheinbar sinnlose Arbeitsprojekte, um deren Anhaftung an Ruhe und Stille zu frustrieren. Das Hauptgewicht lag dabei immer besonders auf der genauen Befolgung des Vinaya.
Bald kamen weitere Westler nach Wat Pa Phong. Ajahn Chah „befreite sie nicht von den Herausforderungen und des strengen Trainings im Kloster. Auf einer Holzbank sitzend zu Füßen seiner Hütte inmitten eines riesigen Waldes, starrte er auf sie wie ein Uhrmacher, der ein faszinierendes neues Teil abnimmt, und zu wissen verlangt, ob sie Leid verstehen oder wie man Frieden in dieser Welt findet.“ Als Sumedho ein Bhikkhu von fünf Jahren war, erachtete Ajahn Chah ihn als kompetent genug, selbst zu unterrichten. So kam es, dass Sumedho und eine Handvoll westlicher Bhikkhus in der heißen Jahreszeit im Jahre 1975 in einem Wald nahe Wat Pa Phong ihre Lager aufschlugen, um auf Almosenschalen die schützende Glasierung zu brennen. Die Bewohner des nahegelegenen Dorfes Bung Wai erfuhren davon und baten die Mönche in diesem Wald in ihrer Nähe dauerhaft zu bleiben. Ajahn Chah stimmte zu, und so wurde Wat Pah Nanachat („internationales Waldkloster“) gegründet. Ajahn Sumedho wurde Abt des „ersten Klosters in Thailand, das von und für englischsprechende Mönche“ konzipiert war.

### Gründung des Klosters Cittaviveka bei London
1977 wurde Ajahn Chah zusammen mit Ajahn Sumedho nach Großbritannien von dem dortigen English Sangha Trust eingeladen – einer Laiengemeinschaft, die sich zum Zwecke der Etablierung eines Theravāda-Sangha in England gebildet hatte. Ajahn Chah war von der aufrichtigen Wertschätzung der buddhistischen Lehre im Westen sehr beeindruckt. Er ließ Ajahn Sumedho mit Unterstützung von Ajahn Khemadhammo und zwei weiteren westlichen Mönche in London zurück, um dort den Dhamma (Sanskrit: Dharma) zu lehren. 1979 kehrte Ajahn Chah nach Großbritannien zurück, als seine Schüler gerade das erste buddhistische Waldkloster Englands, das „Chirthurst Buddhist Monastery“ in Sussex aufzubauen begannen – Cittaviveka. Danach reiste er in die USA und Kanada, wohin er eingeladen worden war, um Besuche zu machen und zu lehren.
Nach der Reise erkrankte Ajahn Chahs 1981 unter dem entkräftenden Einfluss von Diabetes. Während sich sein Gesundheitszustand verschlechterte, diente sein Körper als Lehrstück, in dem er gegenüber seinen Schülern und der buddhistischen Bevölkerung auf die Vergänglichkeit aller Dinge (Anicca) hinwies. Immer wieder erinnerte er die Menschen daran, sich zu bemühen, eine wahre Zuflucht im eigenen Inneren zu finden. Vor dem Ende der Regenzeit 1981 wurde Ajahn Chah in Bangkok operiert, was seinen Zustand jedoch nicht mehr verbesserte. Innerhalb weniger Monate verlor er die Fähigkeit zu sprechen und sich zu bewegen, bis er schließlich vollständig gelähmt und bettlägerig war. Seine Schüler pflegten Ajahn Chah mit Liebe und Hingabe, bis er in den frühen Morgenstunden am 16. Januar 1992 im Kloster Wat Pa Pong verstarb. An den mehrtägigen Beisetzungsfeierlichkeiten nahmen – neben der thailändischen Königsfamilie – etwa eine Million Menschen teil, um Ajahn Chah die letzte Ehre zu erweisen. Das aufwändige Zeremoniell für die Einäscherung kostete umgerechnet 680.000 US-Dollar.
Heute gibt es vier Zweigklöster Wat Pa Phongs in England, von denen Amaravati Buddhist Monastery, 50 km nördlich von London gelegen, das größte ist. Im Verlauf der letzten Jahre entstanden weitere Klöster im Westen: Dharmapala in der Schweiz, Santacittarama in Italien, Abhayagiri Buddhist Monastery in Kalifornien, Aruna Ratanagiri (Harnham Buddhist Monastery) im Norden Englands, Bodhinyanarama in Neuseeland – um die wichtigsten zu nennen.

### Würdigung
Ajahn Chah lehrte den Pfad des Buddha-Dhamma als einen Transformationsprozess, der sich in fünf erkenntnistheoretisch wichtige Phasen untergliedert, die aufeinander aufbauen, aber auch eng miteinander zusammenhängen und sich überschneiden. Einer seiner zentralen Aussagen ist: „Zuerst hört und lernt man den Dhamma, aber hat noch nicht verstanden; dann versteht man, aber hat noch nicht praktiziert. Man praktiziert, aber man hat die Wahrheit von Dhamma noch nicht gesehen; dann sieht man Dhamma, aber man ist mit seinem Wesen noch nicht Dhamma geworden.“ Ajahn Chah empfiehlt, einen neuen Weg zu erlernen, einen Weg des Gleichmuts (upekkhā), den Mittleren Pfad. Dieser Weg folge weder Verlangen und Maßlosigkeit („wanting“) auf der einen Seite, noch Furcht und Abneigung („not-wanting“) auf der anderen. Ein Mensch, der gleichmütig und gelassen ist, gehe auf dem Mittleren Pfad der rechten Praxis. Ajahn Chah ging es zeitlebens darum, seinen Schülern Einsicht in die wahre Natur der Wirklichkeit zu lehren, einen Pfad der inneren Realisierung der Wahrheit, wie sie sich als „intrinsische Wahrheit“ im erleuchteten Buddha manifestiert.
Unter den zeitgenössischen thailändischen Meistern des Theravāda-Buddhismus hat wohl keiner einen solch großen Einfluss gehabt, insbesondere auf westliche Schüler des Dhamma, wie Ajahn Chah. Ein Grund seiner Popularität liegt in der Klarheit und in der Verständlichkeit seiner Worte, die er an die Menschen unterschiedlichster kultureller Herkunft und verschiedenster buddhistischer Schulen richtete. Es heißt, nachdem Ajahn Chah fünfundzwanzig Jahre gelehrt und praktiziert hatte, war er in der Lage, die Ideen des Buddhismus in einer Weise darzustellen, dass selbst ein unausgebildeter Reisbauer ihn verstehen konnte. Auch war er in der Lage, Fragen von höhergestellten Thais zu beantworten und Skeptiker aus dem Westen anzuziehen und auszubilden. Ajahn Chah konnte traditionelle Konzepte des Dhamma vermitteln, allerdings bevorzugte er, die Wahrheit mittels Analogien oder Fabeln auszudrücken, indem er von Tieren, Bäumen und den kleinen Begebenheiten des Alltags sprach, was die Herzen seiner Zuhörer bewegte und ihren Geist für die wahre Einsicht öffnete. Er tat dies mit einer Wärme und einem Humor, ohne dabei die Tiefe der Botschaft zu beeinträchtigen. Ajahn Chahs Lehren wurde häufig beschrieben mit „einfach aber tiefgründig“.

## Bekannte westliche Schüler
- Ajahn Sumedho: Abt des Amaravati Klosters in Hemel Hempstead, Hertfordshire England
- Ajahn Khemadhammo: Abt des Waldklosters, Warwickshire, England
- Ajahn Munindo: Abt des Aruna Ratanagiri Klosters in Northumberland, England
- Ajahn Passano: Co-Abt des Abhayagiri Klosters in Redwood Valley, California, USA
- Ajahn Brahm: Spiritueller Leiter der Buddhist Society of Western Australian und Abt des Bodhinyana Klosters, Serpentine WA, Australia
- Ajahn Amaro: Co-Abt des Abhayagiri Klosters in Redwood Valley, California, USA
- Ajahn Sundara
- Joseph Kappel
- Jack Kornfield
- Paul Breiter

## Werke
- Ein stiller Waldteich, Theseus, 1996 (Herausgeber Jack Kornfield, Paul Breiter; Vorwort Seung Sahn), ISBN 3-89620-079-8
- Food for the heart, Wisdom, 2002 (Herausgeber Abhayagiri Buddhist Monastery, Einleitung Ajahn Amaro, Vorwort Jack Kornfield), ISBN 0-86171-323-0, PDF
- Being Dharma, Shambhala, 2001 (Herausgeber Paul Breiter, Vorwort Jack Kornfield)
- Paul Breiter Venerable Father, A Life With Ajahn Chah. Buddhadhamma Foundation, Bangkok 1994, ISBN 974-89072-8-7 (Ein ehemaliger Mönch und Schüler von Ajahn Chah beschreibt seine Erinnerungen aus den Jahren 1971–1977, die er im Wat Pah Nanachat verbrachte.)